# Shakya Rinchen
Shakya Rinchen was de derde vorst uit de Phagmodru-dynastie rond 1773, wat de heersende dynastie in Tibet was van 1354 tot 1435.
Hij regeerde heel kort over U en Tsang, de centrale delen van Tibet. Hij verloor zijn verstand nadat een huis waar hij verbleef brand vatte. Hij werd opgevolgd door zijn zoon Dragpa Changchub.